# Fuerza Naval del Golfo (México)
La Fuerza Naval del Golfo es la división naval de la Armada de México cuya función principal es salvaguardar y proteger las costas y mares territoriales de México que colinden con el Golfo de México y el Mar Caribe. 

## Historia
Hasta 1971 las unidades de superficie de la Armada de México dependían de los Mandos Navales; pero, a fin de unificar las doctrinas operativas, con la Ley Orgánica de la Armada de México publicada el 12 de enero de 1972, se crean las Fuerzas Navales del Golfo de México y Mar Caribe y la del Pacífico, quedando integradas con las unidades de superficie de los litorales correspondientes, excepto aquellos buques que por sus características o servicio, quedaron adscritos a la jurisdicción de las Zonas y Sectores Navales.
Ambas Fuerzas Navales entraron en funciones el 11 de febrero de 1972; la del Golfo de México y Mar Caribe con su Cuartel General en el Heroico puerto de Veracruz, Ver., y la del Pacífico con su sede en el Puerto de Acapulco, Gro.

## Unidades Navales
FUERZAS DE SUPERFICIE
- FLOTILLA DE DESTRUCTORES DEL GOLFO
  - ARM Allende (F-211)
  - ARM Abasolo (F-212)
  - ARM Victoria (F-213)
  - ARM Mina (F-214)
- FLOTILLA DE BUQUES AUXILIARES DEL GOLFO
  - ARM Papaloapan (A-411)
  - ARM Libertad (BAL-02)
  - ARM Huasteco (AMP-01)
  - ARM Tlaxcala (ATQ-02)
  - ARM Tarasco (ATR-03)

FUERZA DE REACCIÓN ANFIBIA DE INFANTERÍA DE MARINA DEL GOLFO
- Primer Batallón Anfibio de Infantería de Marina
- Tercer Batallón Anfibio de Infantería de Marina
- Batallón de Embarcaciones y Vehículos Anfibios del Golfo
- Batallón de Servicios del Golfo
- Batallón de Artillería del Golfo
- Batallón de Comandos Anfibios del Golfo

FUERZA AERONAVAL DEL GOLFO
- Base Aeronaval Tampico, Tamaulipas
  - PRIESCAMET (Primer Escuadrón Aeronaval de Ala Móvil de Exploración y Transporte) - Mil Mi-17, Lancair IV-P
  - PRIESCEMPAT (Primer Escuadrón Aeronaval Embarcado de Patrulla) - AS565 MB, Bo 105CBS-5, MD902
- Base Aeronaval Las Bajadas, Veracruz
  - PRIESCPATMAR (Primer Escuadrón Aeronaval de Patrulla Marítima) - CASA C-212PM
  - PRIESCATREC (Primer Escuadrón Aeronaval de Alerta Temprana y Reconocimiento) - E-2C Hawkeye 2000
  - Escuela de Aviación Naval - MD 500, Robinson R22, Schweizer 300, Zlín Z 42
- Base Aeronaval Campeche
  - QUINESCAMET (Quinto Escuadrón Aeronaval e Ala Móvil de Exploración y Transporte) - Mi-8
  - PRIESCINTEC (Primer Escuadrón Aeronaval de Intercepción y Reconocimiento) - L-90TP, Sabre 60
- Base Aeronaval Chetumal, Quintana Roo
  - PRIESCPAT (Primer Escuadrón Aeronaval de Patrulla) - Lancair Super ES, MX-7-180A, RC695
  - TERESCAMET (Tercer Escuadrón Aeronaval de Ala Móvil de Exploración y Transporte) - Mi-8